# Laulhère
Laulhère est une entreprise française d’articles coiffants dont le siège est situé à Oloron-Sainte-Marie (64) en France. « L'aulhère » signifie en béarnais « La bergère ».
Laulhère est l'un des derniers fabricants de bérets exerçant encore 100 % de son activité sur le territoire français. En 2013, Laulhère a réalisé 30 % de son chiffre d’affaires à l’export, principalement dans les pays scandinaves et aux États-Unis. Les bérets militaires représentaient alors 56 % de la production.

## Histoire
La fabrique Laulhère trouve ses origines à Oloron-Sainte-Marie dans le Haut Béarn, une région aussi connue pour sa production artisanale de bérets depuis plusieurs siècles. En 1830, Lucien Laulhère fonde maison Laulhère, manufacture artisanale qui au départ travaille le tissage de la laine et du lin sous diverses formes, plutôt orientée vers les débouchés liés à une industrie en plein essor, celle de la sandale de toile ou espadrille, l’autre produit emblématique de la région avec le béret. Très rapidement, la popularité du béret qui grandit bien au-delà des frontières régionales et nationales entraînera la spécialisation de l’entreprise dans cette production.
Dans les années 1960, le port du chapeau en général et du béret en particulier commence à décliner dans la société française. L’entreprise se diversifie alors vers les foulards et chapeaux pour femmes. Le béret militaire constitue une part importante des ventes, mais une part qui réduit au fil des décennies avec la contraction des budgets militaires. En 1990, alors que l'entreprise est en difficulté et sur le point d'être rachetée par Kangol, le tribunal de commerce de Pau cède ses actifs à la société Béatex. Durant les années 1990, Béatex modernise ses techniques de production pour rester compétitive. 
En 2011, alors que Laulhère fournit déjà l'armée française en bérets, la société obtient l’homologation de l'OTAN, permettant d´accéder aux appels d'offres des armées des 28 pays membres,,. Après de nouvelles difficultés financières en 2012, Béatex est reprise par le holding toulousain Cargo-Promodis qui redonne à la société son nom d’origine, Laulhère,.
En 2014, la société reprend les activités bérets de son concurrent la société Blancq Olibet , et remporte un nouvel appel d’offres de l’armée française pour un contrat minimal de 3 ans visant à fournir à terme entre 60 000 et 150 000 couvre-chefs,. À l’occasion du tournoi des Six Nations en 2016,  Laulhère a signé un contrat de licence avec la Fédération Française de Rugby (FFR) lui permettant de proposer aux supporters du XV de France un béret à l’effigie des bleus et ce jusqu’à la coupe du monde 2019 au Japon,. Toujours en 2016, Laulhère ouvre sa première boutique à Paris, rue du Faubourg-Saint-Honoré,. En 2024, la société rachète deux magasins La Boutique du Béret à Bayonne et à Saint-Jean-de-Luz.

## Activités
La manufacture compte 56 employés contre 38 en 2013, et produit environ 250 000 bérets par an. La laine de mérinos est le principal textile utilisé. Le feutrage est effectué avec l'eau du gave d'Oloron, un atout unique selon l'entreprise. Un tiers de la production est destiné aux commandes militaires, un tiers à la haute couture, et un tiers à la production traditionnelle.
Après la naissance de ses jumelles, la princesse Charlène de Monaco fait sa première apparition publique coiffée d'un béret Laulhère.

## Labels
- Origine France garantie (2012)[18]
- Entreprise du patrimoine vivant (2013)[19]